# Spanien
 Der er for få eller ingen kildehenvisninger i denne artikel, hvilket er et problem. Du kan hjælpe ved at angive troværdige kilder til de påstande, som fremføres i artiklen.

 For alternative betydninger, se Spanien (flertydig). (Se også artikler, som begynder med Spanien)
Spanien (spansk: España), officielt Kongeriget Spanien (spansk: Reino de España), er et land i Sydvesteuropa. Spanien dækker hovedparten af Den Iberiske Halvø. Landet omfatter også De Baleariske Øer i Middelhavet og De Kanariske Øer i Atlanterhavet, de nordafrikanske byer Ceuta og Melilla, samt adskillige småøer i den vestlige del af Middelhavet. Med undtagelse af en lille landgrænse med Gibraltar, grænser det spanske fastland i syd og øst op til Middelhavet. I nord og nordøst grænser det op til Frankrig, Andorra og Biscayabugten, og i vest og nordvest op til Portugal og Atlanterhavet. Spanien deler som det eneste land i Europa landegrænse med et afrikansk land (Marokko).
Spanien er med sine 505.990 kvadratkilometer det største land i Sydeuropa, det næststørste land i Vesteuropa og EU, og det 4. største land i Europa. Det er Europas 6. og EU’s 5. folkerigeste land. Spaniens hovedstad og største by er Madrid. Andre vigtige storbyer er Barcelona, Valencia, Sevilla, Bilbao og Málaga.
Spanien er et konstitutionelt monarki med et parlamentarisk demokrati. Kong Felipe 6. er landets statsoverhoved. Spanien har som et udviklet iland verdens 14. største økonomi og verdens 16. højeste købekraftsparitet. Det er bl.a. medlem af FN, EU, Eurozonen, Europarådet, NATO, OECD, Schengen-samarbejdet og WTO. Spanien har også en ”permanent invitation” til det årlige G20-topmøde.
De første mennesker slog sig ned på Den Iberiske Halvø for omkring 35.000 år siden. 

## Historie
De første beboere på den Iberiske Halvø stammer helt tilbage fra ca. 33.000 f.Kr. Omkring år 1000 f.Kr. kom fønikerne til den østlige del af den Iberiske halvø og begyndte at handle med ibererne og begyndte så småt at kolonisere den del, der nu bliver kaldt for Valencia, Alicante, Murcia, Almeria og Malaga. Sammen med fønikerne kom også andre handelsfolk fra Middelhavet som grækere og karthaginesere, som også begyndte at bosætte sig i den østlige del af halvøen. Iberiske, fønikiske, græske og karthagiske kulturer eksisterede sideløbende med hinanden indtil 200 f.Kr., da romerne tog magten i området. 
Romerne invaderede området i år 217 f.Kr.[kilde mangler]. De kaldte regionen Hispania, der var en afledning af det fønikiske navn Sp(a)n eller Spania. Imidlertid skulle det vise sig at blive en lang og sej kamp, da ibererne ikke ville overgive sig. Det var først i år 19 f.Kr. under kejser Augustus, at området endeligt var under romersk herredømme, selv om der stadig var visse modstandslommer i den nordlige zone i Asturien og Cantabrien.
I slutningen af det 4. århundrede e.Kr., i tiden omkring Det Vestromerske Riges fald, invaderede germanske stammeforbund fra Centraleuropa Den Iberiske Halvø. De etablerede hurtigt relativt uafhængige riger i regionens vestlige provinser. De østeuropæiske visigotere fik i 511 lov til at slå sig ned i naboprovinsen Aquitania, hvis de til gengæld lovede at assistere i militære aktioner mod de galliske folk, som konstant plyndrede den Iberiske Halvø. Efter Romerrigets fald grundlagde visigoterne et uafhængigt kongedømme i Toulouse, der med tiden tog magten i hele Gallien og Hispania. Senere lykkedes det et svebisk kongerige at udfordre goternes magt, og også byzantinerne, frankerne og burgunderne indlemmede direkte eller indirekte store dele af halvøen i deres magtsfærer.
I år 711 e.Kr., efter det visigotiske riges fald, havde Ummayadekalifatet, der strakte sig fra det nuværende Pakistan til den vestlige del af Saharaørkenen, nået helt til Marokko og var begyndt at krydse Gibraltarstrædet og besætte den sydlige zone af Den Iberiske Halvø. Næsten hele halvøen blev erobret af muslimske maurerne med kun nogle få modstandsdygtige områder i den nordlige del. Kun den nordligste del af landet forblev kristent. Herfra påbegyndte de iberiske kongedømmer den lange Reconquista. Reconquistaen er historien om den langsomme generobring af Den Iberiske Halvø, som kristne kongeriger gennemførte i tidsrummet mellem 722 og 1492, og som medførte fordrivelsen af maurerne fra halvøen.
Spanien opstod som et samlet rige i det 15. århundrede under de såkaldt katolske monarker (Isabella I af Kastilien og Ferdinand 2. af Aragonien), der i 1492 formåede at afslutte den otte hundrede år lange Reconquista. I renæssancen blev Spanien en af historiens første verdensriger, hvilket bl.a. har medført, at over 500 millioner mennesker i dag har spansk som modersmål. Spansk er dermed, næstefter mandarin, det mest talte sprog i verden. 
Med ægteskabet mellem Isabella 1. af Kastilien og Ferdinand 2. af Aragonien blev parrets to riger forenet, hvilket blev begyndelsen til en samling af Spanien, og man begyndte at bruge en moderniseret udgave af 'Hispania' i form af 'España' om det forenede rige. I 1492 skete der endvidere det afgørende i landets historie, at dronning Isabella støttede Christoffer Columbus' ekspedition for at finde en alternativ søvej til Indien. Dette lykkedes ikke for ham, men til gengæld fandt han den Nye Verden (Amerika).
Samlingen af Spanien tog yderligere til, hvilket sammen med de store rigdomme, der blev hentet hjem fra Amerika, førte til, at det spanske imperium i det 16. og begyndelsen af det 17. århundrede blev en stormagt på den europæiske scene. Toppen blev nået, da den spanske regent Karl 1. under navnet Karl 5. blev udråbt til kejser af det tysk-romerske rige. Spanien tilegnede sig besiddelser flere steder i Europa, Nordafrika, Stillehavet oven i, at store dele af Amerika var under landets herredømme. Det blev dermed det første land, om hvilket man sagde, at solen aldrig gik ned i det.
I slutningen af det 16. og begyndelsen af det 17. århundrede oplevede Spanien efterhånden mere modstand fra blandt andet det Osmanniske Rige samt protestantismen, der var slået igennem i Nordeuropa. Landet blev derfor tvunget til at investere større og større summer i sit militær, navnlig i flåden. I løbet af det 17. århundrede kunne man i stigende grad ikke opretholde magten over det store rige, og de fleste europæiske besiddelser måtte afstås; blandt andet måtte man endegyldigt anerkende Portugal som en selvstændig stat. 
Nedgangen kulminerede i de første år i det 18. århundrede, hvor den Spanske Arvefølgekrig bølgede som såvel en international konflikt som en borgerkrig. Efter denne var det helt slut med spanske besiddelser i resten af Europa, men til gengæld medførte den også en endnu stærkere sammentømret nationalstat, hvor de gamle kongeriger endegyldigt blev sat ud af spillet. Denne indre styrke manifesterede sig gradvis i det 18. århundrede også i en modernisering af administration, lige som oplysningstidens ideer begyndte at vinde indpas i Spanien. 
I forbindelse med den franske revolution kom landet i konflikt med Frankrig i slutningen af århundredet. Det blev en fiasko, og Spanien blev reelt en lydstat under Frankrig. Da franske tropper under dække af at skulle i kamp mod Portugal i begyndelsen af det 19. århundrede satte sig tungere på Spanien, og Napoleon 1. indsatte sin bror Joseph Bonaparte på kongetronen, blev det spanierne for meget. Der opstod revolter, og den tidligere spanske konge Ferdinand 7. kunne vende tilbage til magten. Intermezzoet med den franske besættelse havde imidlertid kostet dyrt, både økonomisk og politisk, og det var en stærkt splittet nation, der stod tilbage. Dette benyttede de amerikanske besiddelser af i stor stil og erklærede selvstændighed efter tur med få undtagelser.
Mod slutningen af det 19. århundrede var der igen blevet nogenlunde roligt på indenrigsfronten, men nu fik nogle af Spaniens sidste oversøiske besiddelser (blandt andet Cuba og Filippinerne) også smag for selvstændighed, hvilket den nye stormagt på den internationale scene, USA, støttede dem i. Der opstod en konflikt, der udviklede sig til den spansk-amerikanske krig, som blev en katastrofe for Spanien, der mistede stort set alle de tilbageværende besiddelser. Nederlaget kostede igen den politiske stabilitet, og i 1931 blev kongemagten afløst af den anden spanske republik (der havde kortvarigt været en periode med den første republik i 1870'erne). Under den centrum-venstreorienterede republik trådte en række reformer i kraft; blandt andet fik nogle af regionerne øget selvstyre, og kvinderne fik stemmeret. 
Da reformerne efterhånden blev mere socialistiske i deres form, fik de nationalistiske kræfter nok, og under ledelse af general Francisco Franco gik de til angreb på regeringen under ledelse af Folkefronten. Den spanske borgerkrig rasede i tre år (1936-39), og nationalisterne fik støtte af de fascistiske regeringer i Nazityskland og Italien, mens regeringen fik støtte fra det kommunistiske Sovjetunionen og en international brigade af frivillige fra store dele af verden. Krigen kom til at koste omkring en halv million døde og tvang et tilsvarende antal på flugt.
Udfaldet af krigen blev, at Francos nationalister vandt og indførte et diktatur med Franco i spidsen. Spanien blev i tiden umiddelbart efter 2. verdenskrig isoleret af det internationale samfund og blev blandt andet ikke optaget i de Forenede Nationer. Under den kolde krig blev landet imidlertid af strategisk betydning for USA og dets allierede, og Spanien kom efterhånden inden i varmen igen. Med det økonomiske opsving i slutningen af 1950'erne og 1960'erne i den vestlige verden eksploderede den internationale turisme, og i Europa blev Spanien et meget populært rejsemål for turister fra nord. Indtægterne herfra gav landet et generelt løft, og man betegner begivenhederne i den spanske økonomi som det spanske mirakel. 
I 1975 døde Franco, og kongedømmet blev genindført med indsættelsen af Juan Carlos. Landet blev snart et demokrati, der igen gav mere selvstyre til regionerne. Det har fået nogle bevægelser til at arbejde for selvstændighed af deres region, særligt i Baskerlandet, hvor ETA har søgt deres mål med blandt andet terrorvirksomhed. 
Efter et mislykket statskup i 1981 blev Spanien i 1982 medlem af NATO og i 1986 af EF, der få år senere blev til EU. I samme periode var socialdemokraterne kommet til magten og dannede for første gang siden borgerkrigen en socialistisk regering. I de seneste år har Spanien på linje med de fleste EU-lande indført euroen som valuta og har i en periode oplevet en økonomisk vækst, der har overgået EU's gennemsnit i betydelig grad. Væksten blev dog i lighed med de øvrige vestlige lande bremset af finanskrisen i 2000'erne.

## Geografi

### Byer i Spanien
Følgende er en liste over større og betydningsfulde byer i Spanien sammen med indbyggertal i alfabetisk rækkefølge:
- Alicante 322.673
- Barcelona 1.603.889
- Bilbao 353.173
- Cordoba 321.164
- Gijón 280.560
- A Coruña 255.320
- Madrid 3.155.350
- Malaga 558.287
- Murcia 409.810
- Palma de Mallorca 375.773
- Las Palmas de Gran Canaria 378.628
- Sevilla 704.154
- Toledo 75.578.
- Valencia 796.549
- Valladolid 321.001
- Vigo 300.035
- Zaragoza 647.373

## Regioner i Spanien
Spaniens 17 regioner (spansk: comunidades autónomas) og deres hovedstæder i alfabetisk rækkefølge:
- Andalusien (Sevilla)
- Aragonien (Zaragoza)
- Asturien (Oviedo)
- Baleariske Øer (Palma de Mallorca)
- Baskerlandet (Vitoria)
- Cantabrien (Santander)
- Castilien-La Mancha (Toledo)
- Castilien og Leon (Valladolid)
- Catalonien (Barcelona)
- Extremadura (Mérida)
- Galicien (Santiago de Compostela)
- Kanariske Øer (Santa Cruz de Tenerife og Las Palmas de Gran Canaria)
- La Rioja (Logroño)
- Madrid (Madrid)
- Murcia (Murcia)
- Navarra (Pamplona)
- Valencia (Valencia)

## Infrastruktur

### Energiforsyning

#### Elektricitet
Elproduktionen fordelte sig i 2013 således:
- Vindkraft 20,9%
- Atomkraft 20,8%
- Kulkraft 14,6%
- Vandkraft 14,4 %
- Andre 9,6%
- Solceller 3,1%

28. april 2025 blev Spanien ramt af strømafbrydelserne i Sydvesteuropa 2025.

## Politik
Spaniens formelle statsoverhoved er kong Felipe VI. Han har i dag en ceremoniel rolle.
Det spanske parlament kaldes Cortes Generales og har to kamre, Congreso de los Diputados med 350 medlemmer og Senatet med 259 medlemmer. Parlamentet er den lovgivende magt og godkender regeringen.
Den spanske regering kaldes Consejo de Ministros, og ledes af en regeringspræsident. Ministerpræsidenten udpeges af parlamentets flertal, men udnævnes formelt set af kongen. Siden juni 2018 har Pedro Sánchez fra Partido Socialista Obrero Español været ministerpræsident.

### Abortlovgivning
20. december 2013 vedtog det borgerligt dominerede Cortes en stramning af den abortlovgivning, som den socialistiske regering havde gennemført i 2010. Efter den nye lov kan der kun bevilges abort, hvis graviditeten truer moderens liv eller er en følge af voldtægt, og den skal foretages indenfor de første 12 uger af graviditeten. Loven fjernede således retten til abort af misdannede fostre.